# Ангелика Латуфуипека Тукуахо
Принцесса Ангелика Латуфуипека Тукуахо (тонг. Angelika Lātūfuipeka Halaevalu Mata'aho Napua-o-kalani Tuku'aho, родилась 17 ноября 1983 года в Нукуалофа) — принцесса королевства Тонга, член королевского дома Тупоу. Единственная дочь Тупоу VI, Короля Тонга. Принцесса является Верховным комиссаром Тонга в Австралии с 22 августа 2012 года, приняв этот пост после своего отца, который занимал его будучи наследником трона.

## Семья
Она является единственной дочерью и старшим ребенком Тупоу VI, короля Тонга и королевы Нанасипауу Тукуахо. Своё второе имя она получила в честь её бабушки королевы-матери Халаевалу Мата'ахо «Ахомее». У нее есть два брата: наследный принц Сиаоси Тупоутоа Тукуахо и принц Унуаки Унуакиотонга.
Если бы в Тонга была абсалютная примогенитура, она была бы наследницей престола.

## Патронируемые организации
Принцесса патронирует:
- Национальный молодежный конгресс Тонга (TNYC).
- Футбольную ассоциацию Тонга (TFA).

## Награды
- : Рыцарский Большой Крест с Воротником Королевского Ордена Пуоно (KGCCP)[2]
- : Рыцарский Большой Крест с Воротником Орден королевы Салоте Тупоу III (KGCCQS)[2][3]
- : Дама ордена Королевского Орден Короля Георга Тупоу V (DKGTRFO)[2]
- : Коронационная медаль Короля Тупоу VI[2]
- : Коронационная медаль Короля Георга Тупоу V[2]

## Титул
- 17 ноября 1983 – настоящее время: Ее Королевское Высочество Принцесса Тонга Латуфуипека Тукуахо